# Christoph Michael Haufe
Christoph Michael Haufe (* 18. Mai 1932 in Leipzig; † 19. Februar 2011 ebenda) war ein deutscher evangelisch-lutherischer Pfarrer, Theologieprofessor und Domherr zu Meißen.

## Leben
Haufe wurde 1932 als Sohn des Lehrers und nachmaligen Professors für Praktische Theologie Friedrich Hermann Haufe in Leipzig geboren. Sein Patenonkel war der Komponist und Kantor Johannes Weyrauch. Er besuchte von 1942 bis 1950 die Thomasschule zu Leipzig, an der sein Vater unterrichtete. Nach dem Abitur studierte er Evangelische Theologie an der Universität Leipzig und der Martin-Luther-Universität Halle-Wittenberg. Er wurde 1961 bei Ernst Sommerlath in Leipzig mit dem der Dissertation Das allgemeine Priestertum im Katholizismus der Gegenwart zum Dr. theol. promoviert.
Im Anschluss wurde er zum Pfarrer ordiniert und wirkte ab 1961 an der Friedenskirche in Leipzig-Gohlis. Von 1963 bis 1969 war er beurlaubt und übte das Amt des Generalsekretärs des Lutherischen Einigungswerkes (LEW) der Vereinigten Evangelisch-Lutherischen Kirche Deutschlands (VELKD) aus. Ab 1969 lehrte er Kirchengeschichte am Theologischen Seminar Leipzig (später: Kirchliche Hochschule Leipzig) und war 1973 Rektor ebenda. Ein Jahr später wurde er zum Domherr des Hochstifts Meißen ernannt. Von 1990 bis 1992 war er Professor und von 1992 bis 1997 ordentlicher Honorarprofessor für Ökumenik, Missionswissenschaft und Konfessionskunde an der Theologischen Fakultät der Universität Leipzig. Als einer von 255 theologischen Hochschullehrern äußerte er 1999 „schwerwiegende Bedenken“ gegen die Gemeinsame Erklärung zur Rechtfertigungslehre des Lutherischen Weltbundes und der römisch-katholischen Kirche.
Für Theologiestudenten gründete er 1972 die Bruderschaft Liemehna e.V. Von 1998 bis 2011 stand er dem Thomanerbund e.V., Ehemaligen- und Förderverein der Thomasschule zu Leipzig, vor. Weiterhin engagierte er sich im Paulinerverein Leipzig, der sich für den Wiederaufbau der Paulinerkirche starkmacht. Haufe war zudem Träger der Ehrennadel des Johanniterordens.
Er beherrschte Englisch, Französisch, Russisch und Schwedisch. Zuletzt lebte er mit seiner Ehefrau Christine Haufe (geb. Braunstein; Schwester des Chemieprofessors Pierre Braunstein), langjährig Honorarkonsulin der Französischen Republik in Leipzig, in Pönitz bei Taucha. Sie hatten zwei gemeinsame Kinder. Nach Haufes Tode wurde ihm zu Ehren ein Trauergottesdienst in der Nikolaikirche abgehalten; er wurde auf dem Friedhof Leipzig-Leutzsch beigesetzt.

## Schriften (Auswahl)
- Das allgemeine Priestertum im Katholizismus der Gegenwart. Dissertation. Universität Leipzig, 1961.
- Ergebnisse heutiger exegetischer Bemühungen um das Heilige Abendmahl. In: ELKZ. 13, 1959, S. 168–171.
- Laienapostolat nach dem zweiten Vatikanischen Konzil. In: Lutherische Monatshefte. 6, 1967, S. 117–121.
- Wo fordert uns heute der Heilige Geist? In: Hans Seidel, Karl-Heinrich Bieritz (Hrsg.): Das lebendige Wort. Beiträge zur kirchlichen Verkündigung. Festgabe für Gottfried Voigt zum 65. Geburtstag. Evangelische Verlagsanstalt, Berlin 1982.
- Ihmels, Ludwig (1858–1933). In: Theologische Realenzyklopädie. Band 16. 1987, S. 55–59.